# 1110
1110 (MCX) var ett normalår som började en lördag i den julianska kalendern.

## Händelser

### December
- 4 december – Korsfararna erövrar Sidon.

### Okänt datum
- Inge den yngre blir möjligen kung av Sverige och därmed medregent till sin bror Filip.
- Henrik V, tysk-romersk kejsare invaderar Italien.
- Den ryska Nestorskrönikan slutar.
- Byggandet av Fontevraud Abbey påbörjas i Frankrike.
- Beirut och Sidon erövras av korsfarare.
- Mawdud av Mosul erövrar korsfararnas egendomar öster om Eufrat.
- Den bysantinse kejsaren Alexios I Komnenos återupptar sitt krig mot Seldjukerna.

## Födda
- Bernhard av Cluny (omkring detta år).
- Luitgard av Salzwedels, drottning av Danmark 1144–1146, gift med Erik Lamm.

## Avlidna
- Inge den äldre, kung av Sverige.